# Xilidina
Xilidina puede referirse a cualquiera de los seis isómeros de la amina del xileno  , o cualquier mezcla de ellos. Todos los isómeros son tóxicos.
La fórmula química de Xilidinas es C8H11N, o (CH3)2C6H3NH2. Son estables y combustible y reaccionan con agentes oxidantes fuertes. Pueden ser sensibles a la luz. El número de registro CAS de la mezcla de isómeros es [1300-73-8]. Por lo general son líquidos amarillo (con excepción de 3,4-xilidina que es sólido) que se oscurecen al ser expuestos al aire y la luz. Son miscibles con etanol y éter dietílico y poco soluble en agua.
Xilidinas se producen como subproductos de la destilación fraccionada del alquitrán de hulla.
Sus frases de riesgo y seguridad R20  R22  R36  R37  R38  .
Xilidinas se utilizan principalmente en la producción de pigmentos y colorantes , así como diversos antioxidantes , productos agroquímicos, productos farmacéuticos, y otros muchos productos químicos orgánicos.
Xilidinas también se utilizan como un componente del combustible para cohetes Tonka.

## 2,3-xilidina
|  | 2,3-xilidina, también llamado o-xilidina, 2,3 dimetilanilina, 2,3 xilelamina, o 2,3 dimetilfenilamina, es un líquido con punto de fusión de 2,5 °C y punto de ebullición 222 °C, y punto de inflamación a 96 °C. Su número CAS es [87-59-2] y su estructura SMILES es Nc1cccc (C) c1c. Se utiliza en la producción de ácido mefenámico, colorantes y pesticidas. |

## 2,4-xilidina
|  | 2,4-xilidina, también llamado 2-metil-p-toluidina, 2,4 dimetilanilina, 2,4 xilelamina, o 2,4 dimetilfenilamina, es un líquido con punto de fusión de 16 °C, punto de ebullición 217 °C, y punto de inflamación de 90 °C. Su número CAS es [ 95-68-1 ] y su estructura SMILES es Nc1ccc (C) cc1C. Se utiliza para la producción de pesticidas, tintes y otros productos químicos. |

## 2,5-xilidina
|  | 2,5-xilidina, también llamado p-xilidina, 2,5 dimetilanilina, 2,5 xilelamina, o 2,5 dimetilfenilamina, es un líquido con punto de fusión de 11,5 °C y punto de ebullición 215 °C. Su número CAS es [ 95-78-3 ] y su estructura SMILES es Nc1cc(C)ccc1C. Se utiliza para la producción de colorantes y otros productos químicos. |

## 2,6-xilidina
|  | 2,6-xilidina, también llamado 2,6-dimetilanilina, 2,6 xilelamina, o 2,6 dimetilfenilamina, es un líquido con punto de fusión 8,4 °C y el punto de ebullición 216 °C. Su número CAS es [ 87-62-7 ] y su estructura SMILES es Nc1c(C)cccc1C. Se utiliza en la producción de algunos anestésicos y otros productos químicos. |

## 3,4-xilidina
|  | 3,4-xilidina, también llamado 3,4-dimetilanilina, 3,4 xilelamina, o 3,4 dimetilfenilamina, es un sólido cristalino con un punto de fusión de 51 °C y punto de ebullición 226 °C. Su número CAS es [ 95-64-7 ] y su estructura SMILES es Nc1ccc(C)c(C)c1. Se utiliza como materia prima para la producción de la vitamina B2, colorantes, pesticidas y otros productos químicos. |

## 3,5-xilidina
|  | 3,5-xilidina, también llamado 3,5-dimetilanilina, 3,5 xilelamina, o 3,5 dimetilfenilamina, es un líquido con punto de fusión 9,8 °C y el punto de ebullición 220-221 °C. Su número CAS es [108-69-0 ] y su estructura SMILES es Nc1cc(C)cc(C)c1. Se utiliza para la producción de pesticidas, tintes y otros productos químicos. |

- Datos: Q413719
- Multimedia: Xylidines / Q413719